# Tournoi de France 2021
Navigation
Édition précédente Édition suivante
Le Tournoi de France 2021 aurait dû être la deuxième édition du Tournoi de France, un tournoi international de football féminin se déroulant en France, organisé par la Fédération française de football. Il devait avoir lieu à Metz et à Sedan, du 17 au 23 février 2021.
Alors que l'organisation du tournoi semblait incertaine en raison de la crise sanitaire, la FFF officialise le 26 janvier 2021 sa tenue, contrairement à l'Angleterre qui a annulé son tournoi prévu à cette période, ainsi que les équipes participantes et les stades choisis. Les matchs se joueront à huis clos. Le tournoi est finalement annulé le 11 février après les forfaits de la Norvège et de l'Islande.

## Format
Les quatre sélections invitées au tournoi de France s'affrontent toutes entre-elles au sein d'une poule unique.
Le classement des équipes suit la formule standard de trois points pour une victoire, un point pour un match nul et zéro point pour une défaite.

## Équipes
Les nations originellement invitées sont la Norvège, l'Islande et la Suisse. Le Pays de Galles a été envisagé avant son retrait courant janvier en raison de l'incertitude liée au Covid-19 et l'absence de sélectionneuse, laissant sa place à l'Islande.
Cependant, la Norvège annonce son forfait le 9 février 2021 en raison de la pandémie de Covid-19. Le lendemain, l'Islande renonce également à participer au tournoi.
| Équipe  | Classement FIFA (décembre 2020) |
| ------- | ------------------------------- |
| France  | 3                               |
| Norvège | 11                              |
| Islande | 16                              |
| Suisse  | 19                              |

## Villes et stades
Les deux stades choisis se trouvent tous deux en région Grand Est, avec le stade Saint-Symphorien à Metz et le stade Louis-Dugauguez à Sedan.
| Metz                                               | Sedan                 |
| -------------------------------------------------- | --------------------- |
| Stade Saint-Symphorien                             | Stade Louis-Dugauguez |
| Capacité : 20 400                                  | Capacité : 24 389     |
|                                                    |                       |
| \| Stade Saint-Symphorien Stade Louis-Dugauguez \| |                       |
| Stade Saint-Symphorien Stade Louis-Dugauguez       |                       |